# ماثيو اولورونليكي
ماثيو اولورونليكي (بالإنجليزية: Mathew Olorunleke)‏ (4 أكتوبر 1983 في نيجيريا - ) هو لاعب كرة قدم نيجيري في مركز الدفاع. لعب مع نادي ترينتو ونادي ريجيانا 1919 ونادي كاتانزارو ونادي ليكو ونادي مسينا وRovigo Calcio ‏ وإيه جي نوسرينا 1910 ‏ وGS Bagnolese ASD ‏ ويوفي ستابيا.

## وصلات خارجية
- ماثيو اولورونليكي على موقع قاعدة بيانات كرة القدم.إي يو (الإنجليزية)
- ماثيو اولورونليكي على موقع Soccerbase.com (لاعب) (الإنجليزية)